# 17 mai 1940
17 mai 1940 är en patriotisk dikt av den norske poeten Nordahl Grieg som skrevs i maj 1940. Den är även känd efter inledningsorden I dag står flaggstangen naken… Dikten blev känd då författaren själv läste den i radio från NRK:s radiostation i Tromsø på Norges nationaldag bara några veckor efter den tyska invasionen under andra världskriget. Tromsø radio var vid den här tiden den enda fria radiostationen i Norge. Dikten fick stor betydelse för det norska motståndet mot ockupationen.
Dikten skrevs i kabinen på en av fiskebåtarna som fraktade stora delar av Norges Banks guldreserv från Frøya til Tromsø.
Dikten trycktes i diktsamlingen Friheten som gavs ut första gången i Reykjavik 1943. Den översattes till engelska av Henrietta Koren Naeseth vid Augustana College och fick titeln We Shall Come Again på engelska.
Några rader ur den sista strofen: "Vi er så få her i landet, hver fallen er bror och venn" fick förnyad aktualitet och citerades ofta i samband med terrorattentaten i Norge den 22 juli 2011.